# Chargino
Na física de partículas, o chargino (
C͂±
1) é uma partícula elementar hipotética que se refere ao valor próprio da massa de uma s-partícula carregada, ou seja qualquer férmion eletricamente carregado previsto pela supersimetria.

## Definição
Charginos são combinações lineares de partículas winos carregadas e higgsinos carregados. Atualmente acredita-se que existam dois charginos que são férmions eletricamente carregados, eles são comumente descritos pelos símbolos 
C͂±
1 para o mais leve e 
C͂±
2 para o mais pesado.
O chargino mais pesado pode decair para o chargino mais leve pela interação com o bóson Z e ambos charginos podem decair para um neutralino pela interação com o bóson W.

C͂±
2 → 
C͂±
1 + 
Z0

C͂±
2 → 
N͂0
2 + 
W±

C͂±
1 → 
N͂0
1 + 
W±